# Verde malachite
Il verde malachite è un colorante organico. Viene commercializzato sotto forma di sale contenente l'anione cloruro (numero CAS 569-64-2) o l'anione ossalato (numero CAS 18015-76-4).
È un prodotto a basso costo che risulta efficace in alcune patologie dei pesci, sia come antifungino che antibatterico (inibisce i batteri Gram+ e la Shigella) rendendo conveniente il possibile utilizzo in pesci d'acquario e in pesci di allevamento. In Europa e negli Stati Uniti il suo utilizzo è assolutamente vietato nei pesci di allevamento destinati all'alimentazione umana, sia perché rimangono in modo perenne residui di verde malachite e del metabolita leucomalachite nei tessuti (che possono assumere la caratteristica colorazione verdastra), sia perché studi condotti sui ratti e sui topi evidenziano effetti mutageni e cancerogeni con formazione di adenomi polmonari, cancro della tiroide, del fegato e della ghiandola mammaria.
Il verde malachite è usato anche in microscopia per evidenziare le spore in batteri sporigeni. Normalmente viene associato alla safranina che invece colora di rosso il corpo batterico. Con l'uso di questi due coloranti si può evidenziare il batterio, con le spore (interne o esterne) colorate in verde, mentre la parete cellulare risulta tinta di rosso.